# Ingálvur av Reyni
Ingálvur av Reyni (Tórshavn, 1920. december 18. – 2005. november 26.) Feröer egyik leghíresebb festője. Expresszionista stílusával lázadt elődeinek epikus kifejezésmódja ellen, és művészetében új utakat nyitott meg. Alkotásait tiszta, francia kolorizmus jellemzi, és művészi gyökerei Paul Cezanneig és Henri Matisseig nyúlnak vissza.
Janus Kamban mellett az ő tájképei láthatók az első feröeri bankjegysorozat hátoldalain, míg az 1978-tól fokozatosan kibocsátott második bankjegysorozat mindhárom új címletének ő volt a művészi tervezője.